# Hitler Has Only Got One Ball
„Hitler Has Only Got One Ball” („Hitlernek csak egy golyója van”) egy, a náci vezetőket gúnyoló második világháborús brit katonadal címe. A dalnak több változata is ismert, de mindet a „Colonel Bogey March” című induló dallamára éneklik.

## A dal eredete
Önéletrajzában Donough O'Brien angol-ír író azt állítja, a dalt apja, Toby O'Brien írta, aki a British Council propaganda-részlegén dolgozott publicistaként. A dal eredeti változata szerint Göringnek volt egy heréje (első sora: „Göring has only got one ball”, „Göringnek csak egy golyója van”), míg Hitlernek kettő, de nagyon aprók („Hitler's [are] so very small”). A későbbi változatokban ez a felállás megcserélődik, de a két utolsó, szójátékra épülő sor („Himmler's so very similar/And Goebbels has no balls at all.”, „Himmleré nagyon hasonló, de Goebbelsnek egy golyója sincs.”) már itt is szerepelt. Az utolsó sorban Goebbels neve rímel a „no balls” szavakra, mivel az angolok nem tudták helyesen kimondani („Góbollsz”). O'Brien állítását a Daily Mail által közölt egykori riport is alátámasztja, amely szerint a dal egy, a British Councilhoz kötődő személynek köszönhető.
O'Brien állításait azonban nem sikerült teljes mértékben igazolni. Nem tudjuk azt sem, ki írta a népszerűbb, „Hitler has only got one ball” kezdetű változatot. A dal nem áll semmilyen szerzői jogi védelem alatt. A Roud Folk Song Indexen 10493 szám alatt található.

## Dalszöveg
Az eredeti változat, valószínűleg O'Brien szerezte
```
   Göring has only got one ball
   Hitler's [are] so very small
   Himmler's so very similar
   And Goebbels has no balls at all
```

## További változatok
1. változat, a legismertebb
```
   Hitler has only got one ball,
   Göring has two but very small,
   Himmler is somewhat sim'lar,
   But poor Goebbels has no balls at all.
```

A 2. sort néha így éneklik: „Göring his balls are very small”. A 3. sorban „somewhat” helyett néha „rather” szerepel. Thomas Pynchon V c. regényében ez a változat hangzik el: „Himmler's are somewhat simm'ler,” és „Hess has even less.” („Hess-nek még kevesebb van”)
A 4. sorban Goebells helyett néha Martin Bormann nevét éneklik, vagy azt hogy „And Jodl is too close to call!” („És Jodl-ról nem lehet tudni”.)
2. változat
```
   Hitler: he had but one left ball, 
   Mussolini: he had none at all,
   Stalin: he was three-ballin',
   And that's the dictator's rise and fall!
```

```
  (Hitler: neki csak egy bal heréje volt,
   
Mussolini
: neki egy sem,
   
Sztálin
: ő három golyóval élt,
   És ez a diktátorok felemelkedése és bukása!)
```

3. változat
```
   Hitler has only got one ball,
   The other is on the kitchen wall, [or] (the other is in the 
Albert Hall
)
   His mother, the dirty bugger,
   Chopped it off when he was small. 
```

```
  (Hitlernek csak egy golyója van,
   A másik a konyha falán van, (vagy: A másik az Albert Hallban van)
   Az anyja, az a mocskos perverz,
   Levágta, amikor kicsi volt.) 
```

Az Albert Hall-ra utaló szöveg csak az Egyesült Királyságban volt ismert. Az ország más vidékein az ottani nevezetességekkel éneklik (pl. Manchesterben a Free Trade Hall-lal).
4. Változat
```
   
Rommel
 has 4 or 5 i guess!
   No ones quite sure bout 
Rudolf Hess
!
   
Schmeling
 is always yelling!
   But Goebbels has no balls at all! 
```

```
   Rommelnek asszem 4 vagy 5 van!
   Senki nem tudja Rudolf Hessnek mennyi!
   Schmeling mindig kiabál!
   De Goebbelsnek egy golyója sincs!
```

## A második versszak: Hitler anyja
Ha az első versszakban Hitler anyja szerepel, általában a következő szöveggel folytatódik:
```
   She threw it over West Germany
   It landed in the deep blue sea,
   The fishes got out their dishes,
   And had scallops and bollocks for tea.
   
   (És átdobta Nyugat-Németország felett, 
   A mély kék tengerbe esett,
   A halak elővették az evőeszközeiket,
   És kagylót és tököt uzsonnáztak.)
```

```
       vagy
```

```
   She threw it into a conker tree
   It missed and went into the sea
   The fishes... etc.
       
   (Feldobta egy 
gesztenyefára
,
   Mellément és a tengerbe esett
   A halak... etc.)
```

```
   Hitler has only got one tit
   The other is in a ball of shit
   His father the dirty faggot
   Bit it off and swallowed it  
```

```
   (Hitlernek csak egy mellbimbója van
   A másik egy darab szarban van
   Az apja, az a mocskos buzeráns
   Leharapta és lenyelte.)
```

## Bevezető versszak
Néha a dal előtt szerepel. A Land of Hope and Glory c. brit hazafias dal dallamára kell énekelni:
```
   Land of soap and water,
   Hitler's having a bath.
   
Churchill
's looking through the keyhole,
   Having a jolly good laugh
```

```
   Be..e..e..e..cause...
```

```
   Hitler — has only [etc]
```

```
   Szappan és víz földje
   Hitler fürdik
   Churchill beles a kulcslyukon
   És egy jót nevet.
   
   Meeeeeert...
```

```
   Hitlernek csak egy golyója van... stb.
```

## Tényleg csak egy heréje volt Hitlernek?
Egy 1970 körül napvilágot látott szovjet halottkémi jelentés szerint Hitlernek valóban egy heréje volt, de ezt a legtöbb történész propagandának minősíti. 2008 novemberében egy első világháborús veterán katonaorvos, Johan Jambor beszámolója jelent meg a sajtóban: az újságcikk szerint Jambor 1960-ban elmesélte egy lengyel papnak, Franciszek Pawlarnak (aki egyben amatőr történész), hogyan mentette meg Hitler életét 1916-ban, miután  heréjén sérült meg. Pawlar felvételt készített a beszélgetésről, amit később rokonai találtak meg, majd Grzegorz Wawoczny lengyel író tett közzé. A német Bild bulvárlap szerint Jambor egy még élő bajtársa, Blassius Hanczuch is megerősítette a történetet. Azt is hozzátette, hogy Jambor és társai az eset után „Sikítozónak” (Schreihals) nevezték Hitlert, mert mikor visszavitték a német vonalak mögé, a franciák tűz alá vették őket, ezért ideiglenesen ott kellett őt hagyniuk. Hitler erre hangosan sikoltozni kezdett, könyörgött nekik, hogy vigyék vissza, és hadbírósággal fenyegette őket.
Hiteles beszámolók alátámasztják, hogy Hitler 1916-ban a somme-i csatában megsérült, ezek közül néhány azt állítja, hogy pont a herék környékén érte a sérülés. Hitler első világháborús századparancsnoka is azt állította, hogy egy urológiai vizsgálat bebizonyította, hogy Hitler elvesztette egyik heréjét.